# Tethra
Tethra ['tʴeθra] war in der keltischen Mythologie Irlands ein König der Fomori, genannt „Vater der Fomori“ und nach seinem Tod Herrscher im mythischen Inselreich Mag Mell. Er war der Onkel Forgall Manachs, des Vaters von Cú Chulainns Gattin Emer.

## Etymologie und Mythologie
Der Name Tethra kommt vermutlich vom Proto-Indogermanischen Wort *tet(e)ro („quakendes, plapperndes Geräusch“, ein Synonym für Wasser, speziell das Meer). Wegen dieses Meeres-Namens wird er oft mit Manannan mac Lir gleichgesetzt. Die Fische des Meeres wurden „Tethras Herden“ genannt.
Tethra führt zusammen mit Balor und Indech das Heer der Fomori in der Zweiten Schlacht von Mag Tuired. Er besitzt das singende Schwert Orna, das ihm Ogma entreißen kann. Nachdem er in diesem Kampf gegen die Túatha Dé Danann fällt, wird er der Herrscher von Mag Mell („Ebene der Freuden“), einem Hüllwort für die Keltische Anderswelt. Manannan mac Lir, der ebenfalls in dieser Funktion genannt ist, war also entweder sein Mitregent oder sein Alter Ego.
Als weiterer König von Mag Mell wird Goll mac Duilb in der Erzählung von Laeghaire Mac Crimhthainn genannt.